# Guayaquil Challenger
Guayaquil Challenger, właśc. Challenger Ciudad de Guayaquil – męski turniej tenisowy rangi ATP Challenger Tour. Rozgrywany na kortach ceglanych w ekwadorskim Guayaquil od 2005 roku.

## Mecze finałowe

### Gra pojedyncza
| Rok  | Mistrz                 | Finalista            | Wynik            |
| 2023 | Federico Agustín Gómez | Tomás Barrios Vera   | 6–1, 6–4         |
| 2023 | Alejandro Tabilo       | Daniel Elahi Galán   | 6–2, 6–2         |
| 2022 | Daniel Altmaier        | Federico Coria       | 6:2, 6:4         |
| 2021 | Alejandro Tabilo       | Jesper de Jong       | 6:1, 7:5         |
| 2020 | Francisco Cerúndolo    | Andrej Martin        | 6:4, 3:6, 6:2    |
| 2019 | Thiago Seyboth Wild    | Hugo Dellien         | 6:4, 6:0         |
| 2018 | Guido Andreozzi        | Pedro Sousa          | 7:5, 1:6, 6:4    |
| 2017 | Gerald Melzer          | Facundo Bagnis       | 6:3, 6:1         |
| 2016 | Nicolás Kicker         | Arthur De Greef      | 6:3, 6:2         |
| 2015 | Gastão Elias           | Diego Schwartzman    | 6:0, 6:4         |
| 2014 | Pablo Cuevas           | Paolo Lorenzi        | walkower         |
| 2013 | Leonardo Mayer         | Pedro Sousa          | 6:4, 7:5         |
| 2012 | Leonardo Mayer         | Paolo Lorenzi        | 6:2, 6:4         |
| 2011 | Matteo Viola           | Guido Pella          | 6:4, 6:1         |
| 2010 | Paul Capdeville        | Diego Junqueira      | 6:3, 3:6, 6:3    |
| 2009 | Nicolás Lapentti       | Santiago Giraldo     | 6:2, 2:6, 7:6(4) |
| 2008 | Sergio Roitman         | Brian Dabul          | 7:6(5), 6:4      |
| 2007 | Nicolás Lapentti       | Daniel Gimeno-Traver | 6:3, 6:7(6), 7:5 |
| 2006 | Sergio Roitman         | Mariano Zabaleta     | 6:3, 4:6, 6:1    |
| 2005 | Marcos Daniel          | Flávio Saretta       | 6:2, 1:6, 6:0    |

### Gra podwójna
| Rok  | Mistrzowie                                      | Finaliści                                 | Wynik             |
| 2024 | Karol Drzewiecki Piotr Matuszewski              | Luís Britto Marcelo Zormann               | 6–4, 7–6(2)       |
| 2023 | Arklon Huertas del Pino Conner Huertas del Pino | Luca Margaroli Santiago Rodríguez Taverna | 6:3, 6:1          |
| 2022 | Guido Andreozzi Guillermo Durán                 | Facundo Díaz Acosta Luis David Martínez   | 6:0, 6:4          |
| 2021 | Jesper de Jong Bart Stevens                     | Diego Hidalgo Cristian Rodríguez          | 7:5, 6:2          |
| 2020 | Luis David Martínez Felipe Meligeni Alves       | Sergio Martos Gornés Jaume Munar          | 6:0, 4:6, 10–3    |
| 2019 | Ariel Behar Gonzalo Escobar                     | Pedro Sakamoto Thiago Seyboth Wild        | 7:6(4), 7:6(5)    |
| 2018 | Guillermo Durán Roberto Quiroz                  | Thiago Monteiro Fabricio Neis             | 6:3, 6:2          |
| 2017 | Marcelo Arévalo Miguel Ángel Reyes-Varela       | Hugo Dellien Federico Zeballos            | 6:1, 6:7(7), 10–6 |
| 2016 | Ariel Behar Fabiano de Paula                    | Marcelo Arévalo Sergio Galdós             | 6:2, 6:4          |
| 2015 | Guillermo Durán Andrés Molteni                  | Gastão Elias Fabricio Neis                | 6:3, 6:4          |
| 2014 | Máximo González Guido Pella                     | Pere Riba Jordi Samper Montaña            | 2:6, 7:6(3), 10–5 |
| 2013 | Stephan Fransen Wesley Koolhof                  | Roman Borvanov Alexander Satschko         | 1:6, 6:2, 10–5    |
| 2012 | Martín Alund Facundo Bagnis                     | Leonardo Mayer Martín Ríos-Benítez        | 7:5, 7:6(5)       |
| 2011 | Julio César Campozano Roberto Quiroz            | Marcel Felder Rodrigo-Antonio Grilli      | 6:4, 6:1          |
| 2010 | Juan Sebastián Cabal Robert Farah               | Franco Ferreiro André Sá                  | 7:5, 7:6(3)       |
| 2009 | Julio César Campozano Emilio Gómez              | Andreas Haider-Maurer Lars Pörschke       | 6:7(2), 6:3, 10–8 |
| 2008 | Sebastián Decoud Santiago Giraldo               | Thiago Alves Ricardo Hocevar              | 6:4, 6:4          |
| 2007 | Brian Dabul Juan Pablo Guzmán                   | Bart Beks Michael Quintero                | 7:6(5), 6:3       |
| 2006 | Juan Pablo Brzezicki Leonardo Mayer             | Marcel Felder Fernando Vicente            | 1:6, 7:5, 14–12   |
| 2005 | Juan Martín del Potro Juan Antonio Marín        | Luis Horna Iván Miranda                   | walkower          |